# シルヴァーナー

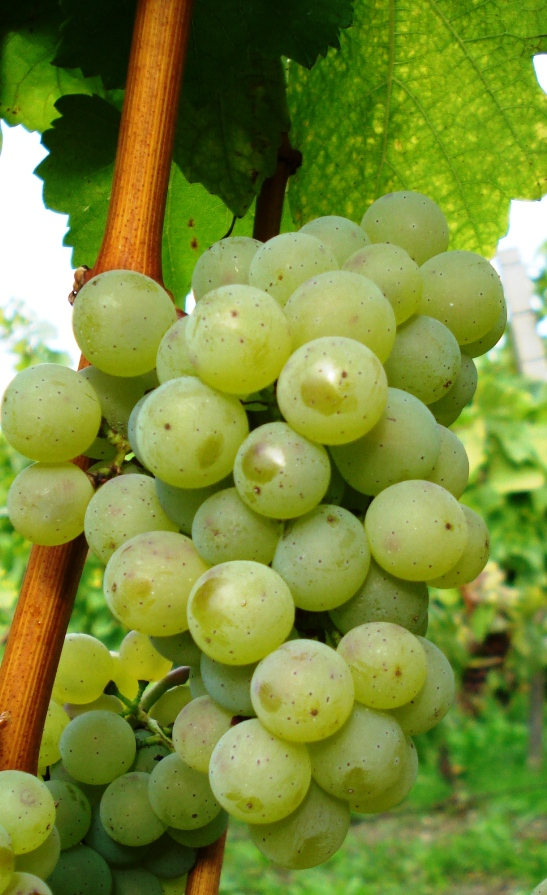
フランケン地方で栽培されたシルヴァーナー

シルヴァーナー (Sylvaner または Silvaner)は、主にアルザスとドイツで栽培されている白ワイン用ブドウ品種で、正式名称はグリューナー・シルヴァーナー (Grüner Silvaner)である。アルザスの場合には、元来地味でマイナーなワイン用品種と考えられてきたが、2006年に、ゾッツェンベルクの唯一つのブドウ園にのみ限定されたものではあるが、アルザスの4種の高貴品種と共に、アルザス・グラン・クリュワインを生産するために使用できる品種に含まれた。
シルヴァーナーから作られるワインには二面性がある。シルヴァーナーは樹勢が強く、果実は中性的で個性の無い香りであるため、収量が制御されない限り個性の無いワインになってしまう可能性がある。一方で、この特性はテロワールの表現のための無地のキャンバスの役割を提供し、熟練した良きワイン造りの場では、シルヴァーナーはエレガントなワインを作り出すことができるのである。酸度は高いものの、自然に果汁中の糖度が上がりやすいので、しばしばリースリングやエルプリングなどの他の品種とブレンドされ、デザートワインになることがある。

## 歴史
シルヴァーナーは中央ヨーロッパのトランシルヴァニアで永らく栽培されてきた古代の品種である。ドイツではリープフラウミルヒの構成原料として最もよく知られているが、1970年代には品質が損なわれていたものの、フランケン地方では他のドイツのワイン地域と比べ長期にわたって評判が高かった。DNA型鑑定では、サヴァニャンと ハンガリー土着品種のエースターライヒッシュ・ヴァイス ("オーストリアの白"の意味)の交配種であることが証明されている 。その結果、現在はオーストリア帝国 (トランシルヴァニア公国)に由来すると考えられている。
30年戦争の後、1659年4月5日にフランケン地方のカステル郡でオーストリアのシルヴァーナーが植えられた際、このブドウがドイツに入ってきたと考えられている。従って、ドイツでは2009年にシルヴァーナー栽培350周年を祝った。名前の由来は、ラテン語の"silva" (森を意味する)、または"saevum" (野生を意味する)のいずれかと関連付けられており、現代のブドウ品種学の確立以前から、この種が野生のブドウと密接な関係があったと仮定されること時折あった。DNA型鑑定の前に、その名前に基づいてトランシルヴァニアの起源を仮定した人もいた。
シルヴァーナーは、第二次世界大戦後、ドイツとアルザスで植栽され、1960年代から1970年代にかけて総ブドウ園面積のそれぞれ30％、25％に達した。1970年頃にミュラー・トゥルガウに追い越されるまでは、ドイツで最も栽培されていた品種であった。ドイツ産の作物の大半はリープフラウミルヒに配合されていたが、過剰生産がその評判を損なってしまい、味が変わって多くのブドウ畑が荒れ果てた。しかし、フランケン地方では、リープフラウミルヒは生産されておらず、何十年にもわたってドイツの他のほとんどの地域でセミスイートワインが生産されていた時も、主にドライの白ワインに使われており、シルヴァーナーはその人気を維持していた。一般的に使用されていた単一品種のシルヴァーナーのセミスイートワインは、ドイツのワイン生産から消えてしまった。
より最近では、良質のブドウ畑での低収量栽培方法に基づくアルザスでの復活があり、2006年にゾッツェンベルクのシルヴァーナーが最初にアルザス・グラン・クリュに指定された。

## ワインと流通

### オーストラリア
1970年代、ブラウンブラザーズがビクトリア州北東部で"シルヴァーナー"の実験を行ったが、何もそれから出来ていないようである。

### オーストリア
オーストリアワインのドライスタイルへのトレンドの犠牲者であるシルヴァーナーの栽培は34 ha (84エーカー)しかない。

### クロアチア

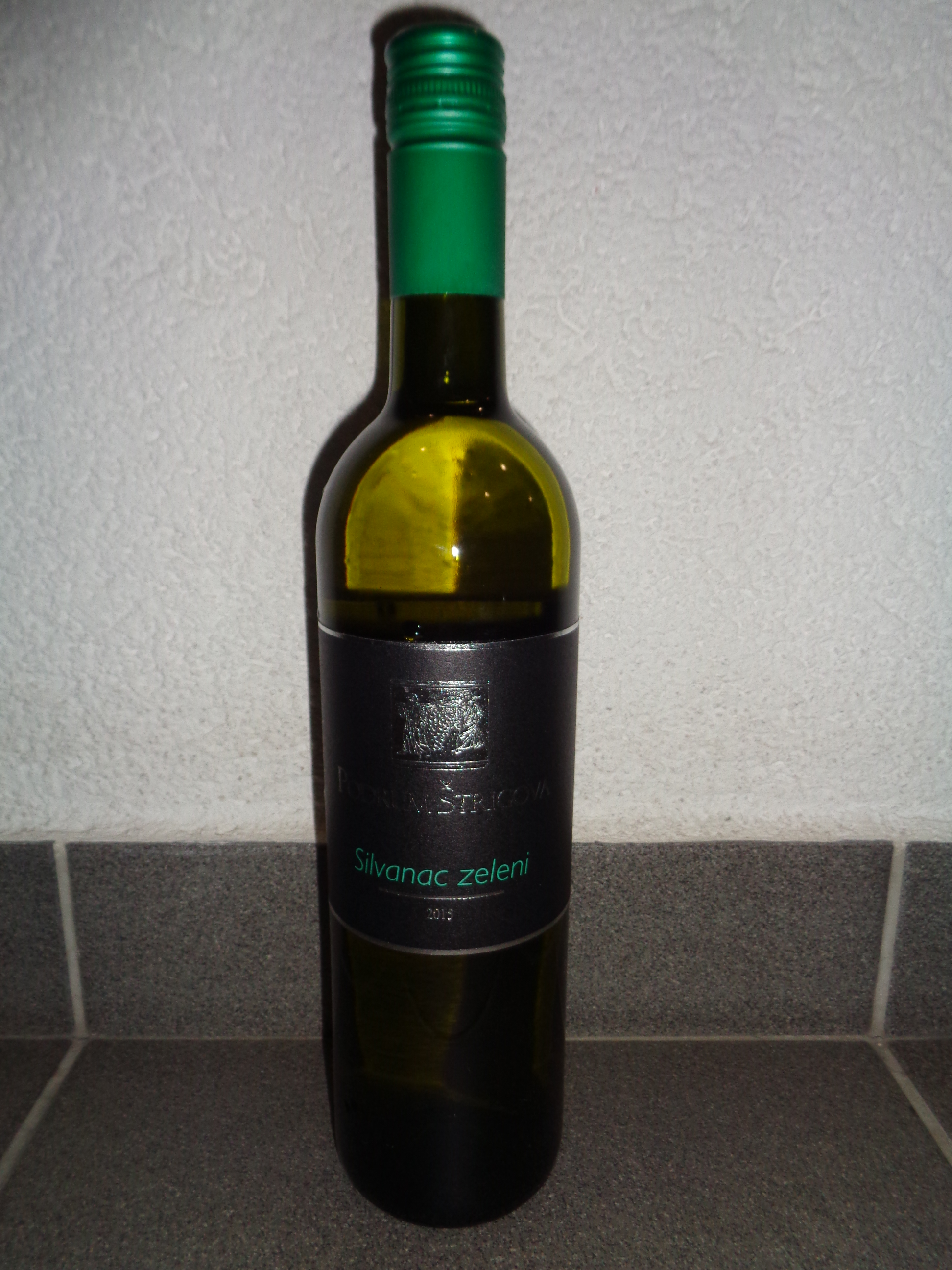
クロアチアのメジムリェ郡のグリーン・シルヴァーナーのボトル

シルヴァーナー (クロアチアではの"シルヴァナツ・ゼレニ")は、クロアチア東部、スラヴォニアとスレム地域、その他の地域で栽培されている。近年、オラホヴィカの高品質セミドライのシルヴァナツ・ゼレニは、クロアチアの人気の高い白ワインの1つになっている。

### フランス
シルヴァーナーはアルザスのワインで物議を醸す場所を持っている。2006Zotzenberg年以降、以前は4つの "貴腐ブドウ"であるゲヴュルツトラミネール、マスカット、ピノ・グリ、リースリングのための予約席だったアルザス・グラン・クリュで使用することが可能になったが、ゾッツェンベルクのブドウ園だけに限定されているため、アルテンベルク・ド・ベルクハイムやケフェルコプフと共に、アルザス・グラン・クリュの品種混合ワインに提供することを認められた。ゾッツェンベルクのグラン・クリュワインは、ゲヴュルツトラミネール、ピノ・グリ、リースリング、シルヴァーナーで構成からの組合せで生産されている。したがって、このブドウ園から品種的に純粋な "シルヴァーナー・グラン・クリュ"を生産することは可能だが、"ゾッツェンベルク"というラベルのみが付される場合がある。この後でさえ、Jean Trimbachの見解は、「このシルヴァーナー・グラン・クリュはゾッツェンベルクでのみ製造可能であり、確かにテロワールとして認知されるが、我々はそこで止めておくべきだ」と述べている。ドイツと同じように、シルヴァーナーは1970年代から人気がなくなり、アルザスのブドウ園の25％から10％にまでその面積を減少させた。

### ドイツ

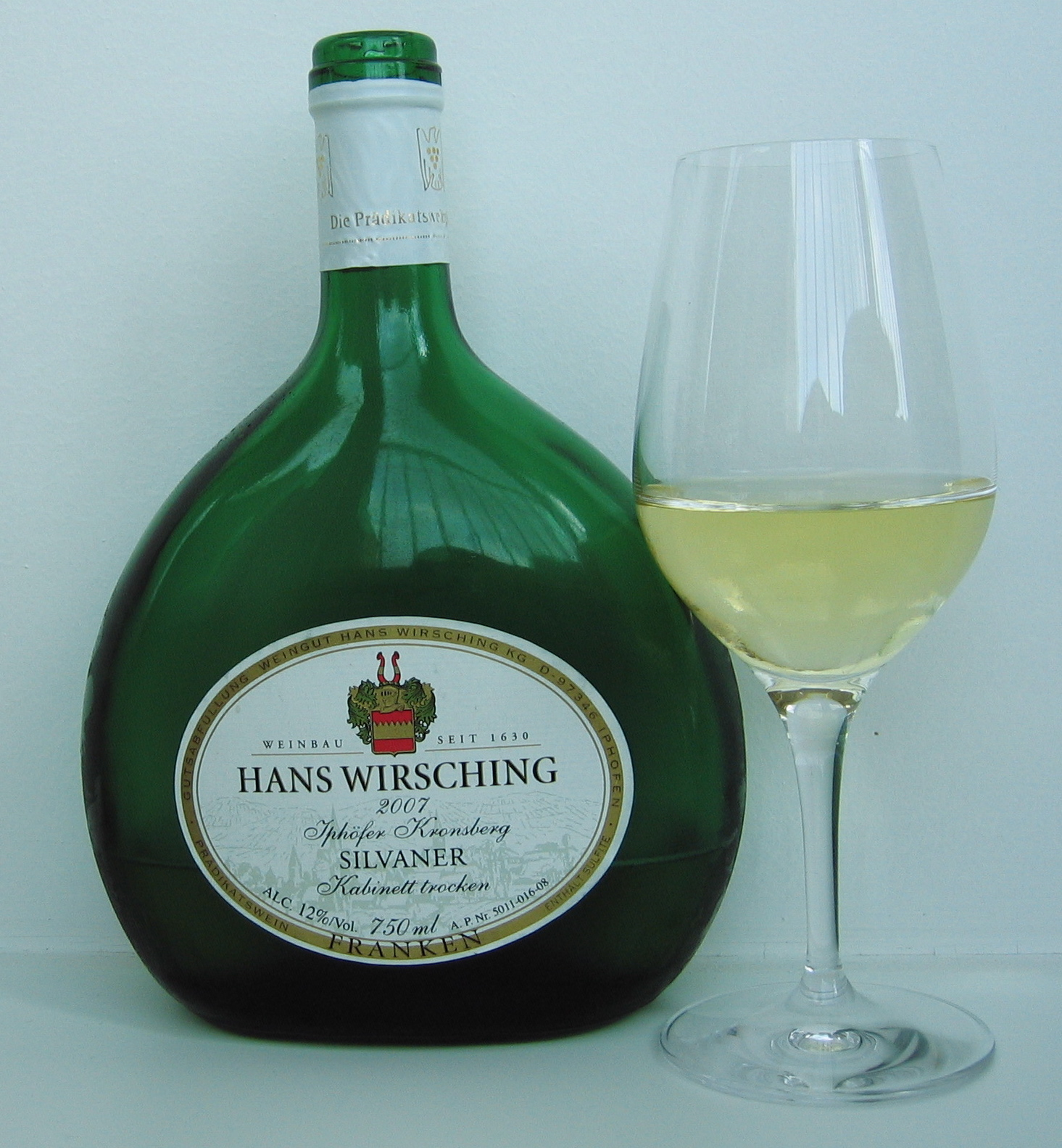
典型的なボックスボイテル型のフランケン地方のシルヴァーナーワインの瓶

1659年にカステル郡で最初に記録されたシルヴァーナー ('i'表記)は、1960年代から1970年代にピークに達し、ドイツのブドウ園の30％を占めた。しかし、リープフラウミルヒ時代の過度生産はその名声を傷つけ、本拠地とも言うべきフランケン地方 (Frankenland) (1,425 ha)に撤収した。同地方の最高の白亜土壌を持つムッシェルカルクのテロワールでは、通常はリースリングから作られるドイツで最高の白ワインと十分競合できるワインを生産することができる。これらの強力なワインは、食品との相性も良いと考えられており、しばしば「earthy (土の)」風味があると言われている。ドイツ高級ワイン生産者協会 (VDP)の Erste Lage / Grosses Gewächsの規則によれば、シルヴァーナーはGrosses Gewächsワイン (トップエンドのドライワイン)に使用できるが、フランケン地方とザール・ウンシュトルト地域のみで、他の11のドイツのワイン生産地域では使用できないと定められている。シルヴァーナーはまたラインヘッセン (2,486 ha)とプファルツ地方で栽培され、時にはデザートワインも製造されている。現在、ドイツには6,000 ha (15,000エーカー)の植付けがあり、ブドウの栽培総面積に占める割合はわずか5.9％である。
この品種のドイツでの正式な名称は"グリューナー・シルヴァーナー"であり、原産地のオーストリアやアルザスとは異なり、"i"表記の綴りである。
シルヴァーナーは通常バリック樽 (ボルドーで一般的に用いられる225 Lのワイン用オーク樽)で熟成しない。これは、シルヴァーナーの繊細でフルーティーなボディが樽のオークの風味に圧倒されてしまうためである。

### ルーマニア
シルヴァーナーの故郷と推定されるトランシルヴァニアでは、ジドベイ (タルナヴァ)とナキビル (サマルの丘 - サトゥ・マーレ郡)のワイン醸造所で、シルヴァーナー・ロズ (ロゼ)とシルヴァーナー・ヴェルデB (グリューナー・シルヴァーナー、シルヴァーナー)の2品種が栽培されている。

### スロバキア
シルヴァーナーは伝統的にスロバキアのリムバッハ村で栽培されており、様々なシルヴァーナーのワインがその周辺で有名である。

### スイス
スイスではいくらかのシルヴァーナーが栽培されており、ヨハニスベルクもしくは"y"表記のシルヴァーナーとして知られている。

### アメリカ
1858年、Emil Dreselが最初のシルヴァーナーの切り枝をアメリカに持ち込み、カリフォルニア州ソノマ郡にある現在のスクライブ・エステートに植えた。彼の名誉により、スクライブワイナリーは2007年に1エーカーを栽培している。カリフォルニア州のサンタマリアバレーAVAのランチョシスコックワイナリーで長年栽培されている。それ以外では、シルヴァーナーはシルヴァーナー・リースリング、フランケン・リースリング、モントレー・リースリング、ソノマ・リースリングとして知られていたカリフォルニアから多かれ少なかれ消滅している。オレゴン州には、フォレストグローヴのデビッド・ヒルブドウ農園でいくらかのシルヴァーナーが栽培されている。

## ブドウとブドウ栽培

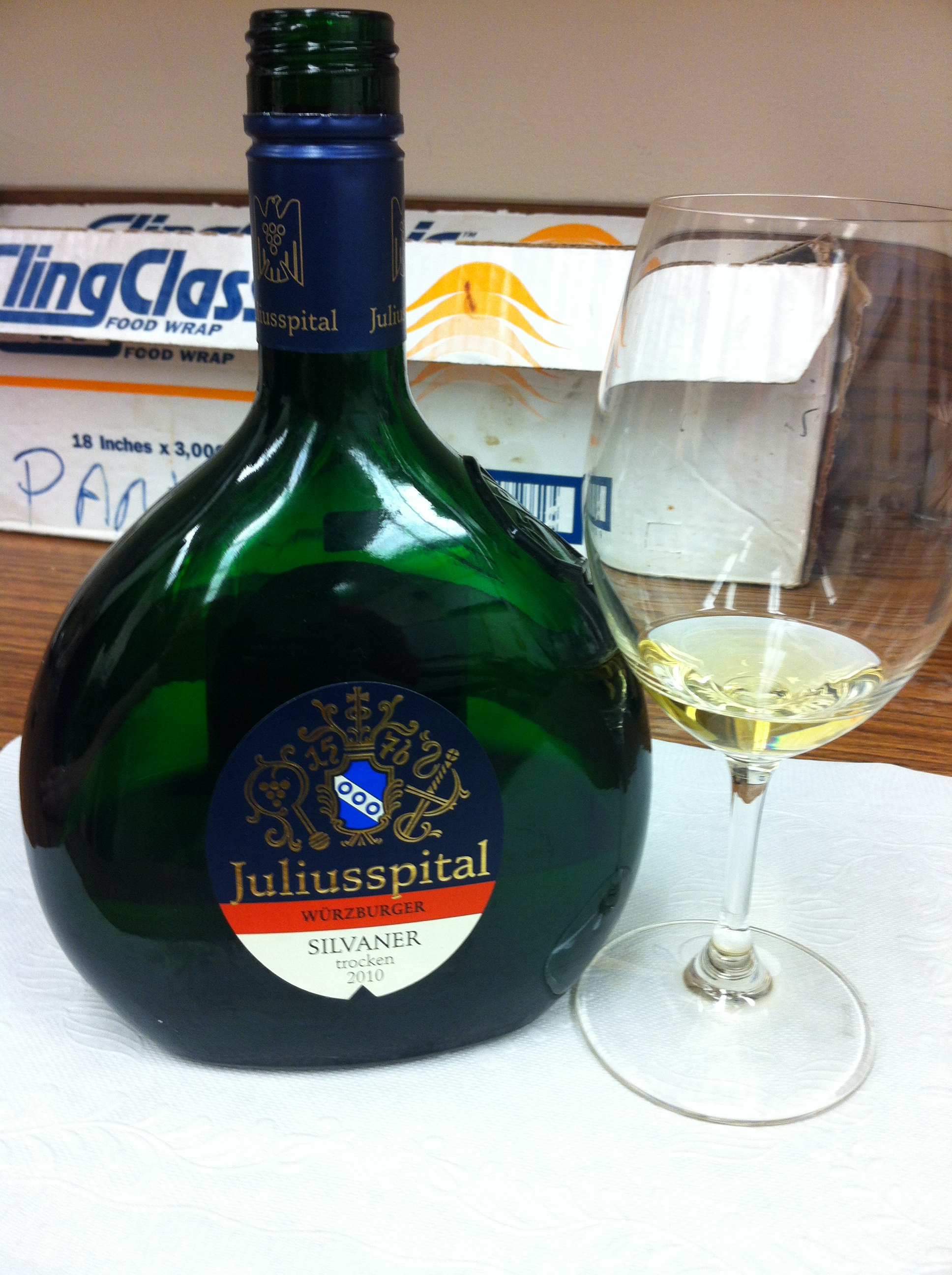
フランケン地方のシルヴァーナー

このブドウは3つの突起がある葉を持ち、活発で生産的である。房は小さく円筒形で、中程度の緑の果実が素早く熟す早生品種である。
シルヴァーナーは1940年にシャスラと交配されて白葡萄品種のノーブリングを生産した。

## 別名
シルヴァーナーは以下に示す別名でも呼ばれている。
Arvine, Arvine Grande, Augustiner Weiss, Beregi Szilvani, Boetzinger, Clozier, Cynifadl Zeleny, Cynifal, Fliegentraube, Frankenriesling, Frankentraube, Fueszeres Szilvani, Gamay blanc, GentilvVert, Gros Rhin, Gros-rhin, Gruen Silvaner, Gruenedel, Gruenfraenkisch, Grün Silvaner, Haeusler Schwarz, Johannisberger, Mishka, Momavaka, Monterey Riesling, Moravka, Movavka, Muschka, Mushza, Musza, Nemetskii Rizling, Oesterreicher, Oestreicher, Pepltraube, Picardon blanc, Picardou blanc, Plant Du Rhin, Rhin, Rundblatt, Salfin, Salfine Bely, Salvaner, Salviner, Scharvaner, Scherwaner, Schoenfeilner, Schwaebler, Schwuebler, Sedmogradka, Sedmogradska Zelena, Selenzhiz, Selivan, Silvanske Zelene, Sonoma Riesling, Sylvan Zeleny, Sylvaner, Sylvaner verde, Szilvani Feher, Tschafahnler, Yesil Silvaner, Zelencic, Zeleny, Zierfandler, Zierifandel, Zinifal, Zoeld Szilvani, Zoeldsilvani Syilvaner, Siylvaner, Sylvaner vert, Grüner Sylvaner, Grünfraenkisch, Franken Riesling, Grüner Silvaner